# Nicolai Esmit
Nicolai Esmit (f. før 1649, d. efter 1682) var guvernør på Sankt Thomas i Dansk Vestindien fra 4. juli 1680 til november 1682.
Han blev født i Hertugdømmet Holsten og var stået til søs i ung alder. Ved hjemkomsten til København i 1679 henvendte han sig til bestyrelsen for Dansk vestindisk Kompagni og anbefalede sig selv som ny guvernør med sin erfaring fra 30 år i Vestindien, hvor han havde gjort sig fortjent hos englænderne ved sin medvirken ved deres kolonisation af Jamaica og Tortuga. På daværende tidspunkt var omtrent halvdelen af Jamaicas indbyggere tobaksplantere mens resten var sørøvere, mens Tortuga, som både England og Frankrig gjorde krav på, var base for datidens mest hårdkogte sørøvere. Under Esmits tid blev øen forvaltet af først guvernør Elias Watt, i hvis guvernørtid fra 1655 til 1660 der var foregået angreb på Cuba, og efterfølgende af Rausset, som i 1665 blev afhentet af franskmændene og ført direkte til Bastillen i Paris. På det tidspunkt, hvor Esmit anbefalede sig som guvernør, var sørøveriet imidlertid kommet i vanskeligheder, da England havde sluttet fred med Spanien og sørøvere blev jagtet af engelske fregatter.
Til trods for sin baggrund, som ledelsen i Dansk vestindisk Kompagni næppe har forstået til fulde, blev Esmit udnævnt til guvernør. Han udmærkede sig i denne egenskab ved at sove længe om morgenen, stoltsere rundt med handsker og stok og slynge om sig med de mest umulige ordrer. Desuden snød han kompagniet og drak som en svamp.
Efterhånden gik der rygter om, at han modtog fremmede skibe og gav dem danske skibspapirer, det vil sige reelt lod sine game sørøverkammerater sejle under dansk flag. Dette fik den engelske guvernør på Jamaica til at protestere, men inden kompagniet eller englænderne nåede at reagere, blev Esmit afsat af sin egen lillebroder, Adolph Esmit, som købte plyndringsgods af sørøvere.
Kort efter blev imidlertid begge brødre kaldt til København for at blive stillet til regnskab for deres gerninger. Da det kom til stykket fandt man dog, at ingen af dem var hjemfalden til straf. Nikolai Esmit endte sin tilværelse som en stakkel, der spiste nådsens brød i Danmark.